# José Luis Ablanedo
José Luis Ablanedo Iglesias (Mieres, Asturias, España, 22 de agosto de 1962), conocido como Ablanedo I, es un exfutbolista español que jugaba como defensa. El principal equipo a lo largo de su carrera deportiva fue el Real Sporting de Gijón. Es el hermano de Juan Carlos Ablanedo, exportero del Sporting.

## Trayectoria
Formado en la cantera del Real Sporting de Gijón, debutó con el primer equipo durante su etapa como juvenil en un encuentro de Copa del Rey disputado ante el C. D. Turón el 18 de noviembre de 1980. En la temporada 1981-82 se incorporó a la plantilla del Sporting de Gijón Atlético y realizó su debut en Primera División el 22 de abril de 1984 en el estadio Benito Villamarín contra el Real Betis Balompié. En la campaña 1985-86 ascendió definitivamente al primer equipo del Sporting, donde se mantuvo hasta diciembre de 1991, momento en que fue cedido al R. C. D. Español para disputar el resto de la temporada 1991-92. Jugó sus dos últimos años como profesional de nuevo en el Sporting, antes de abandonar la práctica del fútbol al final de la campaña 1993-94.

## Clubes
| Club                       | País   | Año       |
| -------------------------- | ------ | --------- |
| Sporting de Gijón Atlético | España | 1981-1986 |
| Real Sporting de Gijón     | España | 1986-1991 |
| R. C. D. Español           | España | 1991-1992 |
| Real Sporting de Gijón     | España | 1992-1994 |